# Marianne Stanley
Marianne Stanley (née en 1954), est une entraîneuse américaine de basket-ball.

## Biographie
Stanley est diplômée en sociologie à Immaculata en 1976 et évoluant au poste de meneuse. Elle y commence sa carrière en devenant entraîneuse assistante de l'équipe lors de la saison 1976-77. Elle devient ensuite entraîneuse des Lady Monarchs d'Old Dominion à l'âge de 23 ans en 1977, devenant ainsi la plus jeune entraîneuse de Division I du pays. Elle y demeure jusqu'en 1987, réalisant un bilan de 269 victoires - 59 défaites, participant au Final Four en 1983, puis remportant le titre national NCAA en 1985. Elle dirige des joueuses telles que Anne Donovan, future championne olympique comme joueuse puis entraîneuse, mais aussi Nancy Lieberman, Inge Nissen, Tracey Claxton et Medina Dixon.
Après deux saisons à l'Université de Pennsylvanie (1987-1989), Stanley prend la tête de l'équipe des Trojans d'USC de 1989 à 1993. Elle les mène à un bilan de 71 victoires - 46 défaites, recrutant et dirigeant des joueuses telles que Lisa Leslie et Tina Thompson.
En janvier 1994, Stanley arrive à Stanford, assurant la promotion et le développement de l'équipe féminine de basket-ball durant 10 mois. Elle est ensuite nommée entraîneuse de l'équipe de Stanford en avril 1995, menant les Cardinal à un bilan de 29 victoires - 3 défaites. Elle devient ensuite entraîneuse de l'université de Californie durant quatre saisons (1996-2000).
Elle réalise un bilan de 416 victoires - 222 défaites en championnat NCAA en 21 saisons menant ses équipes au tournoi NCAA à dix reprises, dont quatre Final Four et un titre de champion.
Elle fait également partie de l'équipe d'entraîneurs de USA Basketball de 1982 à 1996 avec les différentes sélections américaines, incluant des participations à des championnats du monde.
Elle intègre la WNBA en 2000, en devenant entraîneuse assistante des Sparks de Los Angeles sous les ordres de Michael Cooper. Elle y reste une saison, avant d'intégrer les rangs des Mystics de Washington en tant qu'entraîneuse assistante en 2001 sous les ordres de Tom Maher. Elle est nommée entraîneuse principale la saison suivante. Elle y demeure deux saisons, menant l'équipe à sa première victoire en playoffs de son histoire et remportant le trophée d'entraîneuse de l'année en 2002. Cette même année, elle est intronisée au Women's Basketball Hall of Fame. En 2004, elle rejoint le Liberty de New York en tant que recruteur. 
Elle devient par la suite entraîneuse de l'Université Rutgers en tant qu'entraîneuse assistante de Vivian Stringer durant trois saisons, dont la saison 2007, marquée par un nouveau titre NCAA.
Marianne Stanley revient en WNBA aux Sparks de Los Angeles en tant qu'entraîneuse assistante de Michael Cooper de 2008 à en 2009, puis depuis 2010 comme assistante aux Mystics de Washington, avec lesquels elle remporte le titre de championne WNBA en 2019.
En novembre 2019, elle est nommée entraîneuse du Fever de l'Indiana afin de remplacer Pokey Chatman.

### Palmarès
- Championne AIAW 1979 et 1980 (entraîneuse[1])
- Championne NCAA 1985 (entraîneuse[1])
- Championne NCAA 2007 (entraîneuse assistante[1])
- Championne WNBA 2019 (entraîneuse assistante[1])

- Championnat du monde junior 1985 (entraîneuse[1])
- Championnat du monde 1986 (entraîneuse assistante[1])
- Médaille de bronze aux Goodwill Games 1991 (entraîneuse assistante[1])

## Distinctions personnelles
- Entraîneuse WNBA de l'année : 2002[1].
- Women's Basketball Hall of Fame (2002[1])